# Јаданца (Беневенто)
Јаданца је насеље у Италији у округу Беневенто, региону Кампанија.
Према процени из 2011. у насељу је живело 47 становника. Насеље се налази на надморској висини од 491 м.